# Mico-leão-de-cara-preta
Mico-leão-de-cara-preta (nome científico: Leontopithecus caissara) é um primata brasileiro da família Cebidae e subfamília Callitrichinae e é endêmico da Mata Atlântica brasileira. Foi descoberto em 1990 na ilha de Superagüi no estado do Paraná, mas também ocorre no litoral sul de São Paulo. Acredita-se que hoje existam apenas 300 exemplares.
Há a discussão se é uma espécie propriamente dita ou se é subespécie do mico-leão-preto, mas as evidências apontam para ser uma espécie separada desta última. Habita a floresta ombrófila densa de terras baixas e é um animal insetívoro e frugívoro.
A biologia da espécie não é muito conhecida ainda e corre grave risco de extinção, devido à distribuição geográfica restrita e ao baixo número de indivíduos existentes. Não existe população do mico-leão-de-cara-preta em cativeiro.

## Taxonomia e evolução
O mico-leão-de-cara-preta pertence ao gênero Leontopithecus, grupo monofilético da família Cebidae e subfamília Callitrichinae. Foi descrito em 1990 por Lorini & Persson, a partir da pele de uma fêmea coletada no município de Guaraqueçaba, no Paraná, sendo a última espécie de mico-leão a ser descoberta. Existe a discussão de que o mico-leão-de-cara-preta é uma espécie válida, ou uma subespécie do mico-leão-preto: entretanto, estudos moleculares e morfológicos corroboram com a hipótese de que é uma espécie válida, sendo grupo-irmão de um clado contendo o mico-leão-dourado e o mico-leão-preto.
Por não serem conhecidos fósseis de mico-leões, o mico-leão-de-cara-preta não tem uma história evolutiva bem documentada por evidências palentológicas.

## Distribuição geográfica e habitat
Possui uma distribuição geográfica restrita (estima-se que seja de cerca de 300 km²), sendo encontrado no litoral do Paraná, no Parque Nacional de Superagüi, e no litoral sul de São Paulo. Foram encontrados nos vales do rio dos Patos e do rio Branco, e os limites de sua distribuição geográfica ao norte são até a Serra do Cordeiro, mas esse limite necessita confirmação. Em Cananéia, foi confirmado a ocorrência na região do Ariri, na bacia do rio Turvo, e na região de Itapitangui. Aparentemente, ele também pode ocorrer em locais mais para o interior, na bacia do rio Taquari e do rio Ipiranguinha, podendo ocorrer no Parque Estadual de Jacupiranga. Dentre os calitriquíneos, é o que possui ocorrência mais ao sul.
É encontrado principalmente em florestas pantanosas, áreas inundadas e trechos de florestas secundárias até 40 m de altitude, evitando as áreas de floresta montana e manguezais. Eventualmente é encontrado na floresta ombrófila de terras baixas e nas restingas.

## Descrição
Como os outros mico-leões, possui uma pelagem abundante e brilhante, principalmente na cabeça, formando uma juba. Possui essa "juba" de cor negra, assim como a face, membros e a ponta da cauda. O restante do corpo é de cor ruiva a dourada.

## Conservação
A espécie é categorizada como "criticamente em perigo" pela IUCN e o IBAMA e já foi considerado um dos 25 primatas mais ameaçados do mundo. A espécie possui uma distribuição muito restrita e um número muito baixo de indivíduos: são confirmados a existência de 260 animais, com a maior população no Parque Nacional de Superagüi. Outros trabalhos estimam uma população de até 392 indivíduos, somada a uma baixa densidade populacional e distribuição geográfica muito restrita. O Instituto de Pesquisas Ecológicas realiza um projeto específico na conservação dessa espécie, principalmente no município de Cananéia, onde se encontram as populações com maior perigo de extinção.